# Paul Soldner
Paul Soldner (24 de abril de 1921 - 3 de janeiro de 2011) foi um artista plástico norte-americano, especializado em trabalhos com cerâmica.